# Maja Söderlund-Kumlien
Maria (Maja) Sofia Emilia Söderlund-Kumlien, född 12 november 1877 i Uppsala, död 25 juli 1954 i Margretetorp, Hjärnarps socken, Kristianstads län, var en svensk målare, tecknare och grafiker.
Hon var dotter till direktören fil. dr. Simon Fredrik Söderlund och privatläraren Elise Antoinette Söderlund och från 1911 gift med skriftställaren Hjalmar Kumlien. Hon studerade etsning för Axel Tallberg vid akademiens etsningsskola 1896 och därefter vid Konstakademien 1897–1902 där hon belönades med den hertliga medaljen 1902. Hon fortsatte därefter sina konststudier i Paris och München. Tillsammans med Eva Béve och Anna Cervin ställde hon ut på Lunds universitets konstmuseum 1918 och hon medverkade i konst- och industriutställningen i Norrköping 1906 samt Upplandsgruppens utställning på Valand i Göteborg 1909, Sveriges allmänna konstförenings vår- och decemberutställningar i Stockholm, Föreningen Svenska Konstnärinnors utställning på Konstakademien 1911 och med Konstföreningen för södra Sveriges utställning i Lund samt Skånes konstförenings höstutställningar i Malmö och Helsingborgs konstförening vårutställningar. Hon medverkade i några internationella utställningar i Köpenhamn, München och Buenos Aires. Hennes konst består av barnporträtt och djurmålningar och som illustratör illustrerade hon bland annat  sin mors bok Erik och Olle 1909 samt Elsa Beskows En bok om Greta och alla hennes djur 1911. Söderlund-Kumlien är representerad vid Nationalmuseum och Vikingsbergs konstmuseum.